# Tour-en-Sologne

Tour-en-Sologne este o comună în departamentul Loir-et-Cher, Franța. În 1 ianuarie 2022 avea o populație de 1.133 de locuitori.